# Anadenobolus edenus
Anadenobolus edenus är en mångfotingart som först beskrevs av Chamberlin 1947.  Anadenobolus edenus ingår i släktet Anadenobolus och familjen Rhinocricidae. Inga underarter finns listade i Catalogue of Life.